# Écrosnes
Écrosnes é uma comuna francesa na região administrativa do Centro, no departamento Eure-et-Loir. Estende-se por uma área de 23,19 km². Em 2010 a comuna tinha 864 habitantes (densidade: 37,3 hab./km²).